# Люди не все знають
«Люди не все знають» — радянський художній фільм 1963 року, знятий на Кіностудії ім. О. Довженка.

## Сюжет
За мотивами романів М. Стельмаха «Кров людська — не водиця», «Велика рідня».
Завершальний фільм кінотрилогії, розпочатої фільмами «Кров людська — не водиця» і «Дмитро Горицвіт». Дія відбувається в роки Великої Вітчизняної війни. З командиром партизанського загону, народним месником Дмитром Горицвітом борються проти фашистів і колишнього петлюрівця Бараболея, який повернувся в Україну, його односельці — кохана Марта, безстрашна Гануся, а також командири Червоної Армії Сава Тур і Михайло Созінов, які через поранення залишилися в тилу ворога.

## У ролях
- Анатолій Соловйов — Дмитро Горицвіт
- Анатолій Чернишов — Сава Тур
- Юрій Малишко — Михайло Созінов
- Юрій Перов — Пантелей
- Світлана Данильченко — Гануся
- Маргарита Бутакова — Соломія, дочка пасічника
- Генріх Осташевський — Нечуйвітер
- Петро Вескляров — Фесюк
- Василь Дашенко — Іван Бондар
- Майя Коханова — Марта
- Михайло Задніпровський — Карпо
- Аркадій Гашинський — Сафрон Іванович Варчук
- Володимир Дальський — Денис Іванович Бараболя
- Віталій Смоляк — полковник
- Валентінс Скулме — штурмбанфюрер СС
- Поліна Куманченко — Марія
- Олексій Срібний — Полікарп Сергієнко
- Василь Сіденко — епізод
- Ярослав Стельмах — син Дмитра
- Ольга Тальнишних — Югіна
- Марта Стельмах — дочка Дмитра
- Сергій Сміян — перекладач
- Олена Бабишкіна — дочка Марти
- Володимир Титов — епізод
- Анатолій Скибенко — епізод
- Віктор Цимбаліст — епізод
- Віктор Халатов — староста
- Григорій Тесля — Марко Синиця, пасічник
- Наталія Гебдовська — Докія
- Анатолій Іванов — епізод
- Олев Тінн — епізод

## Знімальна група
- Режисер — Микола Макаренко
- Сценаристи — Микола Макаренко, Михайло Стельмах
- Оператор — Вадим Верещак
- Композитор — Платон Майборода
- Художник — Олег Степаненко